# Maria de Castela
Maria de Trastâmara (Segóvia, 14 de setembro de 1401  — Valência, 7 de setembro de 1458) foi uma infanta de Castela, a primogênita do rei Henrique III de Castela e de Catarina de Lencastre. Como herdeira presuntiva do trono, ela deteve o título de princesa das Astúrias até o nascimento de seu irmão João.

## Biografia
Em 12 de junho de 1415, casou com o infante Afonso de Aragão, seu primo, que, no ano seguinte, foi coroado rei da Coroa de Aragão, ascendendo ao trono como Afonso V.
Entre os anos de 1420 e 1428, durante a ausência de seu esposo na Itália, Maria foi eleita regente de Aragão e, novamente, em maio de 1432 até a morte de Afonso, embora sua área de governo tenha sido reduzida à Catalunha, onde exerceu o Vice-reinado por duas vezes, tendo sido a última em 1453, quando o rei escolheu seu irmão João, duque de Peñafiel, como regente em Aragão e em Valência.
Envolveu-se nos combates que se desenrolaram em Barcelona entre camponeses e burgueses.
Depois da derrota de Ponza, em 1435, na qual Afonso foi feito prisioneiro pelos genoveses aliados do rei de Nápoles, Renato de Anjou, Maria convocou as cortes em Monzón para arrecadar fundos para a libertação de seu esposo.
Em 1453, deixou a Catalunha e se mudou para Castela, onde interveio como mediadora nos conflitos castelhano-aragoneses e conseguiu que se acordasse a trégua de Valladolid.
Morreu aos 58 anos de idade, quase três meses depois que Afonso V, em Valência, sem deixar descendentes.